# Ummidia oaxacana
Ummidia oaxacana is een spinnensoort in de taxonomische indeling van de valdeurspinnen (Ctenizidae).
Het dier behoort tot het geslacht Ummidia. De wetenschappelijke naam van de soort werd voor het eerst geldig gepubliceerd in 1925 door Ralph Vary Chamberlin.